# Норвезьке королівство (872–1397)
Норве́зьке королі́вство (давньоскан. Noregsveldi, бук. Norgesveldet, нюн. Noregsveldet) — середньовічне королівство, що постало в часи Доби вікінгів і складалося з територій на Скандинавському півострові (сучасні Норвегія та частково Швеція) і норвезьких заморських володінь. Королівство досягло піку своєї могутності між 1240 і 1319 роками.

## Територія
Норвезьке королівство складалося з земель на Скандинавському півострові, що відповідають території  сучасної Норвегії, а також частині територій сучасної Швеції, зокрема сучасним шведським ландскапам Ємтланд, Гер'єдален, Ранріке (Богуслен) та Ідре і Серна в комуні Ельвдален.

## Історія
На піку норвезької експансії перед громадянськими війнами (1130—1240) Сігурд I провів Норвезький хрестовий похід (1107—1110). Хрестоносці виграли битви в Лісабоні й на Балеарських островах. Під час облоги Сидона вони воювали вкупі з Балдуїном I і Орделафо Фальєро, а облога привела до розширення Єрусалимського королівства. Ісландець норвезького походження й офіційний дружинник (hirdman) короля Олафа I дослідив Америку за 500 років до Колумба. Адам Бременський, познайомившись зі Свеном I, написав про нові землі в «Діяннях архієпископів Гамбурзької церкви» (1076), але жодні інші джерела не вказують, що ці відомості пішли далі в Європу за межі Бремена. Королівство Норвегія було другою європейською країною після Англії, яка запровадила єдиний кодекс законів, що застосовувався до всієї країни, назвавши його Magnus Lagabøtes landslov (1274).
Світська влада була найсильнішою наприкінці правління короля Гокона Гоконсона в 1263. Важливим елементом цієї доби було церковне верховенство Нідароської архієпархії від 1152 р. Немає надійних джерел про те, коли під владою архієпископа Уппсальського опинився Ємтланд. Упсальську архієпархію було засновано пізніше і вона стала третьою митрополією в Скандинавії після Лундської та Нідароської. Церква брала участь у політичному процесі як до, так і під час Кальмарської унії, маючи на меті утвердження впливу Швеції в Ємтланді. Ця область була прикордонною відносно Шведського королівства і, можливо, перебувала в якомусь союзі з Треннелагом, як і з Голугаландом (норв. Hålogaland).
Єдність держави започаткував король Гаральд I в IX сторіччі. Його зусилля, спрямовані на злуку дрібних норвезьких королівств, у підсумку дали першу відому в історії норвезьку центральну владу. Однак незабаром країна роздробилася. Знову в єдине ціле її зібрано в першій половині XI ст. У часах Гаральда І Норвегія стала монархією, переживши різні епохи.

## Виноски
1. ↑  За початок піку могутності заведено вважати кінець останнього етапу об'єднання за часів правління Святого Олафа в 1020-х рр.
2. ↑  Велика Норвегія перебувала під управлінням Данії з початку Кальмарської унії в 1397 році і в подальшому у формі Данської колоніальної імперії, але такі володіння, як Ісландія, Гренландія та Фарерські острови залишались норвезькими до кінця данського правління в Норвегії в 1814 році, коли ті офіційно увійшли до складу Королівства Данія.